# Bahnstrecke Břeclav–Hrušovany nad Jevišovkou
| Kursbuchstrecke (SŽ): | 246                  |                                                |                                                |
| Streckenlänge: | 43,165 km            |                                                |                                                |
| Spurweite: | 1435 mm (Normalspur) |                                                |                                                |
| Streckenklasse: | D4                   |                                                |                                                |
| Streckengeschwindigkeit: | 120 km/h             |                                                |                                                |
| |                      |                                                |                                                |
| \| \| \| von (Kraków–) Petrovice u Karviné (vorm. KFNB) \| \| \| \| \| von Brno (vorm. KFNB) \| \| \| \| \| von Kúty (vorm. KFNB) \| \| \| \| 83,131 \| Břeclav früher Lundenburg (Wien Nordbf km 0) \| 160 m \| \| \| \| Dyje (Thaya) \| \| \| \| \| (ehem. Landesgrenze Mähren–Niederösterreich) \| \| \| \| \| nach Kúty (–Bratislava) (seit 1929) \| \| \| \| \| nach Wien (vorm. KFNB) \| \| \| \| 86,044 \| Boří les früher Theimwald \| 160 m \| \| \| \| nach Lednice (vorm. BLEG) \| \| \| \| ~90,8 \| Lichtenau \| Lichtenau \| \| \| \| Valtice město früher Feldsberg Stadt \| 200 m \| \| \| 95,818 \| Valtice früher Feldsberg \| 190 m \| \| \| \| ehem. Landesgrenze Niederösterreich–Mähren \| \| \| \| ~100,4 \| Sedlec u Mikulova früher Voitelsbrunn \| 180 m \| \| \| ~102,2 \| Drasenhofen-Steinebrunn \| Drasenhofen-Steinebrunn \| \| \| 106,873 \| Mikulov na Moravě früher Nikolsburg \| 205 m \| \| \| 112,432 \| Březí früher Bratelsbrunn-Untertannowitz \| 185 m \| \| \| ~114,1 \| Dobré Pole früher Guttenfeld (b Nikolsburg) \| 185 m \| \| \| 117,486 \| Novosedly früher Neusiedl-Dürrnholz \| 175 m \| \| \| \| nach Zellerndorf (vorm. KFNB) \| \| \| \| ~119,7 \| Jevišovka früher Fröllersdorf \| 175 m \| \| \| \| von (Wien-) Hevlín (vorm. StEG) \| \| \| \| 126,296 \| Hrušovany nad Jevišovkou früher Grußbach \| 190 m \| \| \| \| nach Brno (vorm. StEG) \| \| \| \| \| nach Znojmo (vorm. StEG) \| \| |                      |                                                |                                                |
| Strecke |                      | von (Kraków–) Petrovice u Karviné (vorm. KFNB) | von (Kraków–) Petrovice u Karviné (vorm. KFNB) |
| Abzweig geradeaus und von rechts |                      | von Brno (vorm. KFNB)                          | von Brno (vorm. KFNB)                          |
| Abzweig geradeaus und ehemals von links |                      | von Kúty (vorm. KFNB)                          | von Kúty (vorm. KFNB)                          |
| Bahnhof | 83,131               | Břeclav früher Lundenburg (Wien Nordbf km 0)   | 160 m                                          |
| Brücke über Wasserlauf |                      | Dyje (Thaya)                                   | Dyje (Thaya)                                   |
| Grenze |                      | (ehem. Landesgrenze Mähren–Niederösterreich)   | (ehem. Landesgrenze Mähren–Niederösterreich)   |
| Abzweig geradeaus und nach links |                      | nach Kúty (–Bratislava) (seit 1929)            | nach Kúty (–Bratislava) (seit 1929)            |
| Abzweig geradeaus und nach links |                      | nach Wien (vorm. KFNB)                         | nach Wien (vorm. KFNB)                         |
| Bahnhof | 86,044               | Boří les früher Theimwald                      | 160 m                                          |
| Abzweig geradeaus und nach rechts |                      | nach Lednice (vorm. BLEG)                      | nach Lednice (vorm. BLEG)                      |
| ehemaliger Haltepunkt / Haltestelle | ~90,8                | Lichtenau                                      | Lichtenau                                      |
| Haltepunkt / Haltestelle |                      | Valtice město früher Feldsberg Stadt           | 200 m                                          |
| Bahnhof | 95,818               | Valtice früher Feldsberg                       | 190 m                                          |
| Grenze |                      | ehem. Landesgrenze Niederösterreich–Mähren     | ehem. Landesgrenze Niederösterreich–Mähren     |
| Haltepunkt / Haltestelle | ~100,4               | Sedlec u Mikulova früher Voitelsbrunn          | 180 m                                          |
| ehemaliger Haltepunkt / Haltestelle | ~102,2               | Drasenhofen-Steinebrunn                        | Drasenhofen-Steinebrunn                        |
| Bahnhof | 106,873              | Mikulov na Moravě früher Nikolsburg            | 205 m                                          |
| Haltepunkt / Haltestelle | 112,432              | Březí früher Bratelsbrunn-Untertannowitz       | 185 m                                          |
| Haltepunkt / Haltestelle | ~114,1               | Dobré Pole früher Guttenfeld (b Nikolsburg)    | 185 m                                          |
| Bahnhof | 117,486              | Novosedly früher Neusiedl-Dürrnholz            | 175 m                                          |
| Abzweig geradeaus und ehemals nach links |                      | nach Zellerndorf (vorm. KFNB)                  | nach Zellerndorf (vorm. KFNB)                  |
| Haltepunkt / Haltestelle | ~119,7               | Jevišovka früher Fröllersdorf                  | 175 m                                          |
| Abzweig geradeaus und von links |                      | von (Wien-) Hevlín (vorm. StEG)                | von (Wien-) Hevlín (vorm. StEG)                |
| Bahnhof | 126,296              | Hrušovany nad Jevišovkou früher Grußbach       | 190 m                                          |
| Abzweig geradeaus und nach rechts |                      | nach Brno (vorm. StEG)                         | nach Brno (vorm. StEG)                         |
| Strecke |                      | nach Znojmo (vorm. StEG)                       | nach Znojmo (vorm. StEG)                       |

Die Bahnstrecke Břeclav–Hrušovany nad Jevišovkou ist eine eingleisige Nebenbahn („regionální dráha“) und frühere Hauptbahn („celostátní dráha“) in Tschechien, die ursprünglich durch die k.k. priv. Lundenburg-Nikolsburg-Grußbacher Eisenbahn erbaut wurde. Sie verläuft in Südmähren von Břeclav (Lundenburg) über Valtice (Feldsberg) und Mikulov (Nikolsburg) nach Hrušovany nad Jevišovkou (Grußbach).

## Geschichte
Am 4. September 1870 wurde die Konzession für eine „Locomotiveisenbahn von Lundenburg im Anschlusse an die ausschl. priv. Kaiser Ferdinands-Nordbahn über Nicolsburg nach Grußbach zur Verbindung mit dem Ergänzungsnetze der priv. österreichischen Staatseisenbahn-Gesellschaft“ erteilt. Darin enthalten war die Verpflichtung, den Bau innerhalb von sechs Monaten zu beginnen und innerhalb zwei Jahren fertigzustellen.
Eröffnet wurde die Strecke am 30. Dezember 1872. Den Betrieb führte zunächst die k.k. priv. Kaiser Ferdinands-Nordbahn (KFNB), ab 14. Juli 1874 die k.k. priv. Österreichische Nordwestbahn (ÖNWB). Am 8. Dezember 1873 wurde die abzweigende Strecke nach Zellerndorf eröffnet.
Am 15. April 1876 ging die Strecke schließlich in das Eigentum der KFNB über, die auch die Betriebsführung wieder übernahm. Nach der Verstaatlichung der KFNB kam die Strecke 1906 in das Eigentum der k.k. Staatsbahnen (kkStB).
Nach dem Ersten Weltkrieg wurde das gesamte Bahngebiet von der Tschechoslowakei beansprucht, obwohl ein Teil der Strecke bei Feldsberg (Valtice) auch in Niederösterreich verlief. Österreich bot daraufhin der Tschechoslowakei eine Neutrassierung der Strecke über mährisches Gebiet auf eigene Kosten an, was von tschechoslowakischer Seite abgelehnt wurde. Im Friedensvertrag von St. Germain wurde deshalb Feldsberg mit den Nachbargemeinden der Tschechoslowakei zugesprochen. Eigentümer und Betreiber waren jetzt die neugegründeten Tschechoslowakischen Staatsbahnen (ČSD).
Am 5. Oktober 1930 wurde die durch die neue geschaffene Grenze unbedeutend gewordene Zweigbahn Richtung Zellerndorf stillgelegt und kurz darauf abgebaut.
Nach der Angliederung des Sudetenlandes an Deutschland im Herbst 1938 kam die Strecke zur Deutschen Reichsbahn, Reichsbahndirektion Wien. Im Reichskursbuch war die Verbindung nun als KBS 462v Lundenburg–Grußbach-Schöngrafenau–Znaim enthalten. Nach dem Ende des Zweiten Weltkriegs kam die Strecke wieder zu den ČSD.

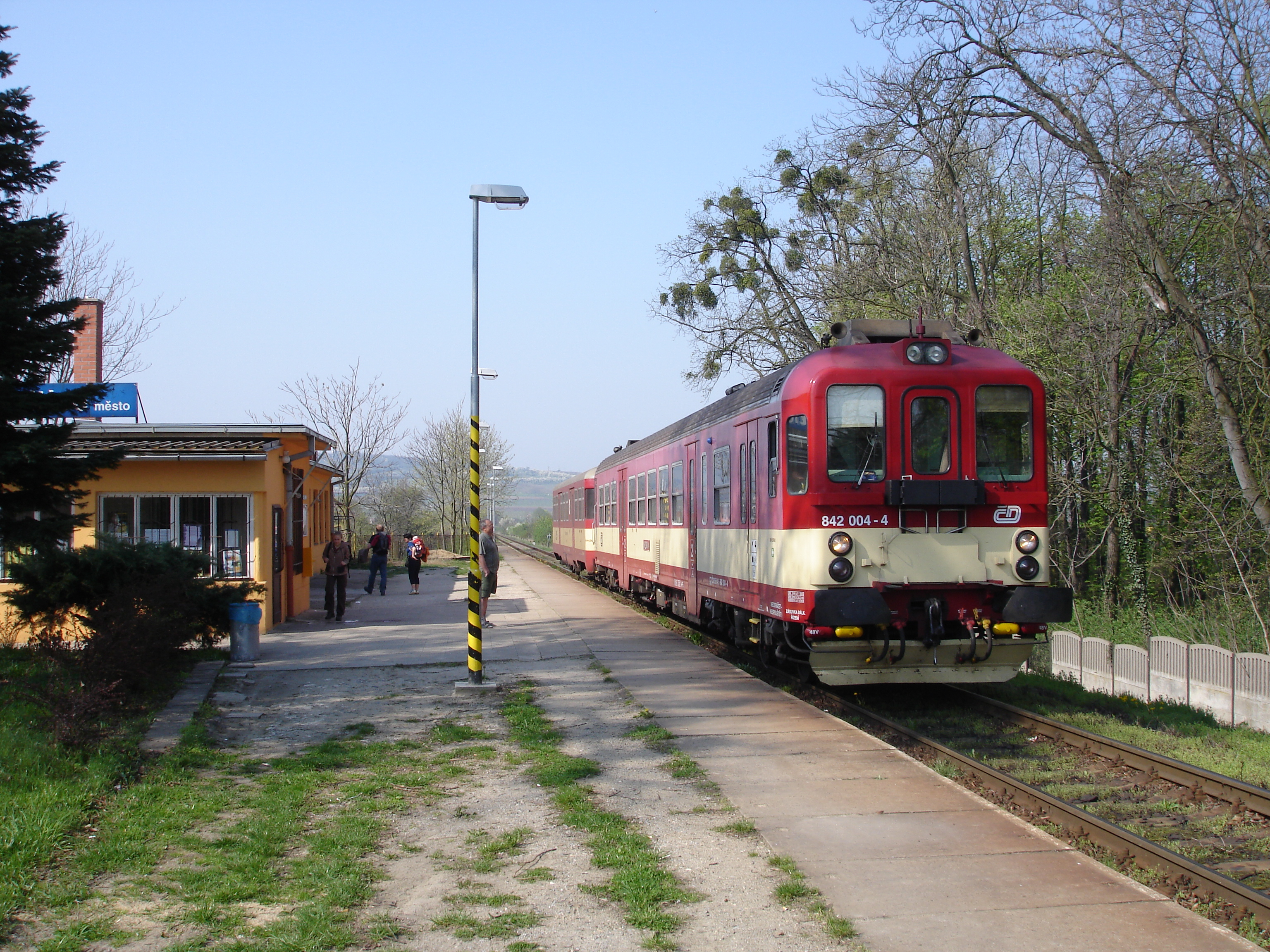
Reisezug mit Baureihe 842 in Valtice město (2009)

Eine besondere Situation entstand mit der Errichtung des Eisernen Vorhangs ab den 1950er Jahren. Der seinerzeit errichtete Grenzzaun befand sich zwischen Sedlec u Mikulova und Mikulov direkt am Gleis der Bahnlinie.
1993 ging die Strecke infolge der Aufteilung der Tschechoslowakei in die selbständigen Staaten Tschechien und Slowakei an die České dráhy (CD) über.
Heute hat die Strecke nur noch regionale Bedeutung. Der Fahrplan 2009 verzeichnet werktags insgesamt 15 Reisezugpaare in der Relation Břeclav–Znojmo, die in einem angenäherten Stundentakt verkehren. Die Züge wurden fast ausschließlich von den Triebwagen der ČD-Baureihe 842 befördert, nur in Ausnahmefällen kamen auch Diesellokomotiven der ČD-Baureihe 714 zum Einsatz.
Von 2017 bis Juni 2019 wurde der Abschnitt zwischen Břeclav und Mikulov umfassend modernisiert. Neben der Erneuerung von Gleisen und Anlagen wurde auch die Betriebsstelle Sedlec u Mikulova näher am Ort neu gebaut und als Kreuzungsbahnhof eingerichtet. Nach Abschluss der Arbeiten wurde die Streckengeschwindigkeit von 80 auf 120 km/h angehoben.
Die Elektrifizierung der Strecke ist im Rahmen der Dekarbonisierung des Eisenbahnbetriebs bis 2032 vorgesehen.

## Streckenbeschreibung
Zwischen Boří les und Valtice město nutzt die Strecke über einige Kilometer die Trasse der ehemaligen barocken Landshuter Allee, die, von Valtice ausgehend, in Richtung Osten gradlinig auf Lanžhot (damals: Landshut) zielte. Die Bahnstrecke Břeclav–Hrušovany nad Jevišovkou erschließt hier den südlichen Teil der Kulturlandschaft Lednice-Valtice.